# Microséisme
Un microséisme, est défini en sismologie comme un léger tremblement de terre provoqué par des phénomènes naturels,. Il ne faut pas le confondre avec le phénomène acoustique anormal du Hum (« bourdonnement »). Le terme est le plus couramment utilisé pour désigner les signaux de bruit sismiques et électromagnétiques de fond dominants sur Terre, qui sont causés par les vagues d'eau dans les océans et les lacs,,,. Les caractéristiques du microséisme sont examinées par Bhatt. Comme les oscillations des vagues océaniques sont statistiquement homogènes sur plusieurs heures, le signal de microséisme est une oscillation longue et continue du sol. Les ondes sismiques les plus énergétiques qui composent le champ microsismique sont les ondes de Rayleigh, mais les ondes de Love peuvent représenter une fraction significative du champ d'ondes, et les ondes de corps sont également facilement détectées par les réseaux. La conversion des ondes océaniques en ondes sismiques étant très faible, l'amplitude des mouvements du sol associés aux microséismes ne dépasse généralement pas 10 micromètres.

## Détection et caractéristiques
Les microséismes sont détectés sans difficultés et mesurés par le sismographe à large bande, et peuvent être enregistrés n'importe où sur Terre.

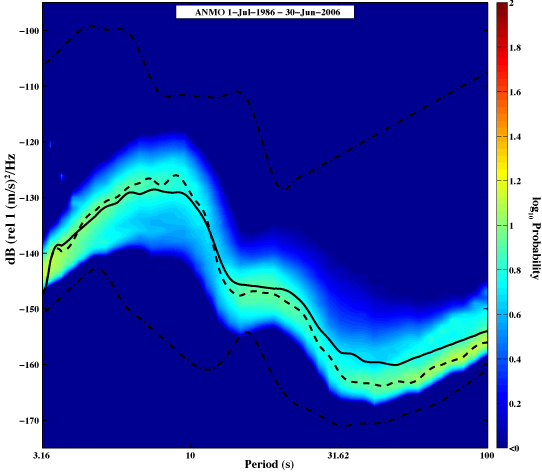
Fonction de densité de probabilité de densité spectrale de puissance (échelle de couleur à droite) pour 20 ans de données de vitesse sismique à composante verticale continue enregistrées à Albuquerque, Nouveau-Mexique par la station ANMO du Consortium IRIS / USGS Global. Réseau sismographique. Les limites haute et basse sont des limites de bruit représentatives pour les sismographes déployés dans le monde entier. Les lignes pleines et pointillées indiquent la médiane et le mode de la fonction de densité de probabilité, respectivement.

### Microséismes primaires
Les signaux microsismiques dominants provenant des océans ressemblent aux périodes caractéristiques de la houle océanique, et se produisent donc entre 4 à 30 s environ. Le bruit microsismique présente généralement deux pics prédominants. Le plus faible correspond aux périodes les plus longues, généralement espacées de 16 secondes, et peut s'expliquer par l'effet des ondes de gravité en surface dans les eaux peu profondes. Ces microséismes ont la même période que les vagues (d'eau) qui les génèrent et sont généralement appelés « microséismes primaires ».

### Microséismes secondaires
Le pic le plus haut, pour des périodes plus courtes, est également dû aux ondes gravitationnelles de surface dans l'eau, mais résulte de l'interaction d'ondes de fréquences presque égales mais de directions presque opposées, le clapotis. Ce qui est généralement désigné comme « Microséismes secondaires » est ces secousses qui ont une période qui correspond à la moitié de la période des ondes de l'eau.

### Bourdonnement de la Terre (hum)
Le « bourdonnement de la Terre » quant à lui est une excitation incessante, légère mais détectable, des oscillations libres de la Terre, ou modes normaux, avec des périodes comprises entre 30 et 1 000 s. Pour des périodes allant jusqu'à 300 s, le déplacement vertical correspond à des ondes de Rayleigh générées comme les microséismes primaires, à la différence qu'il implique l'interaction d'ondes infragravitaires avec la topographie du fond de l'océan. Les sources dominantes de cette composante verticale de l'hum sont probablement situées le long du rebord du plateau, la région de transition entre les plateaux continentaux et les plaines abyssales.
Par conséquent, depuis les « microséismes secondaires » à courte période jusqu'au « bourdonnement » à longue période, ce bruit sismique contient des informations sur l'état de la mer. Il peut être utilisé pour estimer les caractéristiques des vagues océaniques et leurs variations, sur des échelles de temps allant d'événements individuels (quelques heures à quelques jours) à leur évolution saisonnière ou multi-décennale. Il faut pour cela posséder une compréhension de base des processus de génération des microséismes de ces signaux.

## Génération de microséismes primaires
L'océanographe allemand Klaus Hasselmann a d'abord exposé les détails du mécanisme primaire en donnant une expression mathématique simple de la source de microséismes dans le cas particulier d'un fond marin à pente constante. Cependant, pour expliquer les amplitudes de microséismes observées, cette pente constante doit être assez importante (environ 5 % ou plus), ce qui n'est pas réaliste. En réalité, les caractéristiques topographiques du fond à petite échelle n'ont pas besoin d'être aussi abruptes et la génération de microséismes primaires est probablement le résultat d'un processus d'interaction onde-onde dans lequel une onde est fixée, le fond marin. Pour mieux visualiser ce phénomène, il est plus facile d'étudier la propagation des vagues sur une topographie de fond marin sinusoïdale. Ce modèle peut facilement se généraliser à une topographie de fond marin présentant des oscillations autour d'une profondeur moyenne.

Interférence des vagues océaniques avec une topographie de fond fixe. Ici, les ondes de période 12 s interagissent avec les ondulations du fond de 205 m de longueur d'onde et 20 m d'amplitude dans une profondeur d'eau moyenne de 100 m. Ces conditions donnent lieu à un modèle de pression sur le fond qui se déplace beaucoup plus vite que les vagues de l'océan, et dans la direction des vagues si leur longueur d'onde L_{1} est plus courte que la longueur d'onde du fond L_{2}, ou dans la direction opposée si leur longueur d'onde est plus longtemps, ce qui est le cas ici. Le mouvement est exactement périodique dans le temps, avec la période des vagues océaniques. La grande longueur d'onde dans la pression du fond est 1/(1/L_{1} − 1/L_{2}).

Un fond marin réel, qui a un large spectre d'aspects, génère des ondes sismiques avec toutes les longueurs d'onde et dans toutes les directions.

## Génération de microséismes secondaires
L'interaction de deux trains d'ondes de surface de fréquences et de directions différentes génère des groupes d'ondes. Quand les vagues se propagent presque dans la même direction, cela donne les ensembles habituels de vagues qui se déplacent à la vitesse du groupe, qui est plus lente que la vitesse de phase des vagues de l'eau (voir l'animation). La vitesse de groupe avoisine 10 m/s pour des vagues océaniques habituelles avec une période d'environ 10 secondes, .
Dans le cas d'une direction de propagation opposée, les groupes se déplacent à une vitesse beaucoup plus grande, qui est maintenant 2π(f1 + f2)/(k1 − k2) avec k1 et  k2 les nombres d'ondes des ondes d'eau en interaction.

Groupes de vagues générés par des vagues de même direction. La courbe bleue est la somme du rouge et du noir. Dans l'animation, regardez les crêtes avec les points rouges et noirs. Ces crêtes se déplacent avec la vitesse de phase des vagues d'eau linéaires, et les groupes de grandes vagues se propagent plus lentement (Animation)

Pour les trains d'ondes présentant une très faible différence de fréquence (et donc de nombre d'ondes), ce schéma de groupes d'ondes peut avoir la même vitesse que les ondes sismiques, entre 1 500 et 3 000 m/s, et exciter des modes acoustico-sismiques qui rayonnent.

Groupes de vagues générés par des vagues de directions opposées. La courbe bleue est la somme du rouge et du noir. Dans l'animation, regardez les crêtes avec les points rouges et noirs. Ces crêtes se déplacent avec la vitesse de phase des vagues d'eau linéaires, mais les groupes se propagent beaucoup plus rapidement (Animation)

Le mouvement des vagues océaniques en eau profonde est, en première approximation, équivalent à une pression appliquée à la surface de la mer pour les ondes sismiques et acoustiques. Cette pression est presque égale à la densité de l'eau multipliée par le carré de la vitesse orbitale des vagues. En raison de cette puissance de deux, ce n'est pas l'amplitude des trains d'ondes individuels qui importe (ligne rouge et ligne noire sur les figures), mais l'amplitude de la somme, les groupes d'ondes (ligne bleue sur les figures).
Les vagues océaniques réelles sont composées d'un nombre infini de trains d'ondes et il y a toujours une certaine énergie se propageant dans la direction opposée. De plus, parce que les ondes sismiques sont beaucoup plus rapides que les ondes d'eau, la source de bruit sismique est isotrope : la même quantité d'énergie est dégagée dans toutes les directions. En pratique, la source d'énergie sismique est la plus forte lorsque des quantités importantes d'énergie d'onde se déplacent dans des directions opposées et interagissent. Ce phénomène se produit lorsque la houle d'une tempête rencontre des vagues ayant la même période provenant d'une autre tempête, ou lorsque des ondes se réfléchissent près de la côte.
L'implantation géologique d'une station sismique à terre peut éclairer sur l'état de la mer grâce au bruit capté. Elle peut recevoir les informations dans un rayon de quelques centaines de kilomètres, comme en Californie centrale, ou d'un bassin océanique complet comme à Hawaï. Pour comprendre les données du bruit, il est donc nécessaire de comprendre la propagation des ondes sismiques.
Les ondes de Rayleigh constituent la majeure partie du champ microsismique secondaire. L'eau et les particules terrestres solides sont déplacées par les ondes lorsqu'elles se propagent, et la couche d'eau joue un rôle très important dans la définition de la célérité, de la vitesse de groupe et du transfert d'énergie des ondes de l'eau de surface aux ondes de Rayleigh. La génération d'ondes de Love de microséisme secondaire se produit lorsqu'il y a une conversion de mode d'onde sismique, causée par la présence d'une bathymétrie non plane, c'est-à-dire des irrégularités dans le fond marin et l'homogénéité de la vitesse des ondes sismiques à l'intérieur de la Terre.